# Магнокс
Магнокс (англ. Magnox) — серия ядерных реакторов, разработанная в Великобритании, в которых в качестве ядерного топлива используется природный металлический уран, в качестве замедлителя графит, а роль теплоносителя выполняет углекислый газ. Магнокс относится к типу газографитовых реакторов (GCR по классификации МАГАТЭ). Название «магнокс» совпадает с названием марки магниево-алюминиевого сплава, используемого в этих реакторах для изготовления оболочек топливных элементов. Как и большинство реакторов первого поколения Магнокс является двухцелевым реактором, предназначенным как для наработки плутония-239 так и для производства электроэнергии. Как и в других реакторах, производящих плутоний, важной особенностью является слабое поглощение нейтронов материалами активной зоны. Эффективность графитового замедлителя позволяет работать на природном урановом топливе без необходимости его обогащения. Графит легко окисляется на воздухе, поэтому в качестве теплоносителя использован CO2. Передача тепла от первого контура ко второму осуществляется в парогенераторах, а полученный пар приводит в движение обычную турбину для производства электроэнергии. Конструкция реактора позволяет производить перегрузку топлива на ходу.
Двухцелевая особенность реакторов Магнокс позволила Великобритании создать значительные запасы реакторного плутония, путём переработки отработанного ядерного топлива на заводе B205. Несмотря на модернизацию, направленную на повышение эффективности производства электроэнергии, после того как производство плутония отошло на второй план, Магнокс-реакторы так и не сравнялись с водо-водяными реакторами по эффективности использования топлива из-за своих конструктивных особенностей и работы на необогащённом уране.
Только небольшое количество реакторов данного типа было построено в Великобритании и ещё меньшее было экспортировано в другие страны. Первый реактор был сооружён в Колдер Холл (англ. Calder Hall) в 1956, и часто рассматривается как «первый коммерческий энергетический реактор в мире», тогда как последним в Великобритании был закрыт Уилфа (англ. Wylfa Nuclear Power Station) в 2015. По состоянию на 2016 год Северная Корея остается единственной страной, использующей реакторы Магнокс в Ядерном научно-исследовательском центре в Йонбёне. Дальнейшим развитием газографитовых реакторов стали Улучшенные реакторы с газовым охлаждением, имеющие тот же теплоноситель, но с рядом изменений повышающих экономические показатели.

## Развитие газографитовых реакторов в Великобритании

### Уиндскейл-Пайл
Первым полномасштабным промышленным реактором Великобритании стал Уиндскейл-Пайл в комплексе Селлафилд. Он был создан специально для наработки плутония-239 из природного урана. Для поддержания ядерной реакции в таком топливе требуются тепловые нейтроны, для чего нужен эффективный замедлитель. В данном случае был выбран особо чистый графит. Реактор представлял собой кладку из большого числа графитовых блоков, которую пронизывали каналы для размещения топливных элементов и стержней управления. Топливо из металлического урана заключалось в алюминиевую оболочку и помещалось в горизонтальные каналы ректора. По мере работы реактора свежие топливные элементы добавлялись с его лицевой части и выталкивали отработавшие элементы, которые падали в специальный бассейн. Отработавшее топливо направлялось на переработку для извлечения плутония. Энерговыделение в реакторе было относительно невелико и использовалось воздушное охлаждение с помощью больших вентиляторов, продувавших графитовую кладку.
Бомбардировка графита нейтронами приводит к накоплению в нём скрытой энергии Вигнера и для восстановления его структуры необходим периодический отжиг. При эксплуатации реакторов в Уиндскейле технология отжига ещё не была достаточно отработана и 10 октября 1957 года во время такой процедуры был допущен перегрев топлива, что привело к его возгоранию. Реактор горел в течение трёх дней и серьёзного загрязнения удалось избежать только благодаря фильтрам, которые изначально не предусматривались в проекте и были установлены на позднем этапе строительства. Интересно, что фильтры ранее были высмеяны как ненужные «глупости».
Выброс оценивается в 750 ТБк (20 000 Ки). В связи с тем, что Кыштымская авария не была широко известна за пределами СССР, авария в Селлафилде считалась самой серьёзной в истории мировой атомной промышленности до аварии на АЭС Три-Майл-Айленд. По международной шкале ядерных происшествий, которая классифицирует события по семи уровням, где ноль означает, что событие подлежит регистрации, но не будет иметь последствий, а на седьмом уровне расположены аварии в Чернобыле и Фукусиме, происшествие на химкомбинате Маяк стоит на шестом уровне, а в Уиндскейле — на пятом.

### Магнокс
Поскольку ядерное ведомство Великобритании начало обращать свое внимание на ядерную энергетику, потребность в большем количестве плутония оставалась острой. Это привело к дальнейшему развитию решений, отработанных на Уиндскейл-Пайл, что привело к созданию более мощного реактора, способного служить источником энергии для выработки электричества.
При большой тепловой мощности риск пожара увеличивается и способ воздушного охлаждения оказывается неподходящим. В реакторах Магнокс это привело к использованию двуокиси углерода CO2 в качестве теплоносителя. В конструкции реактора нет устройств для регулирования потока газа по отдельным каналам, вместо этого необходимый расход устанавливается один раз во время строительства на основе экспериментов, проведённых на макете. Контроль ядерной реакции обеспечивался стержнями управления из борированной стали, размещёнными в вертикальных каналах.
При более высоких температурах алюминий не обеспечивает достаточной прочности, и в качестве материала топливных оболочек был выбран сплав магнокс. Химическая активность магнокса увеличивается по мере повышения температуры, что приводит к её ограничению до 360 °C (680 °F). При таких температурах генерация пара не достаточно эффективна. Указанные температурные ограничения приводят к тому, что реактор должен быть очень большим для обеспечения выбранной мощности. Использование газа как теплоносителя несёт дополнительные трудности, так как его низкая теплоёмкость требует очень высоких скоростей потока.
Топливные элементы реактора Магнокс состояли из очищенного урана, герметично заключённого в свободно облегающую оболочку, заполненную гелием. Оболочка обычно была ребристой, чтобы улучшить теплообмен с CO2. Сплав магнокс хорошо реагирует с водой и отработанные топливные элементы после их извлечения из реактора нельзя надолго оставлять в бассейнах выдержки. В отличие от Уиндскейл-Пайл в реакторе Магнокс использовались вертикальные топливные каналы. Топливные элементы были механически скреплены друг с другом, для того чтобы их можно было извлечь из каналов сверху.
Как и в Уиндскейл-Пайл, конструкция реакторов Магнокс обеспечивала доступ к топливным каналам и топливо могло быть заменено во время работы реактора. Это было ключевой особенностью конструкции, поскольку использование природного урана приводит к низким коэффициентам выгорания и к необходимости частой дозаправки топлива. Для эффективной выработки электроэнергии топливные элементы должны оставаться в реакторе как можно дольше, в то время как для производства плутония время их нахождения в активной зоне должно быть ограничено. Сложная система перегрузки топлива оказалась менее надёжна, чем сама реакторная установка, и, возможно, не эффективна в целом.
Активная зона реактора заключена в большой сосуд высокого давления, который в свою очередь находится в бетонном здании, выполняющем функцию биологической (радиационной) защиты. Поскольку в реакторе не использовалась вода и, следовательно, не было опасности взрывного парообразования, бетонное сооружение оказалось весьма компактно, что помогло снизить затраты на строительство. Чтобы ещё больше снизить размеры реакторного здания конструкторы в ранних версиях размещали парогенераторы за его пределами на улице. Из-за частиц топлива и замедлителя, взвешенных в газе, вся система «светилась» гамма-лучами и нейтронами.
Проект реакторов Магнокс постоянно совершенствовался, и построенные станции значительно отличались друг от друга. Так вначале парогенераторы были перемещены внутрь реакторного здания, а позднее в энергоблоках АЭС Олдбери и АЭС Вилфа вместо стальных корпусов реакторов использовался предварительно напряжённый железобетон. Рабочее давление колеблется от 6,9 до 19,35 бар для стальных корпусов и 24,8 и 27 бар для железобетонных конструкций.
Ни одна британская строительная компания в то время не была достаточно большой, чтобы построить все электростанции, поэтому строительством занимались различные конкурирующие консорциумы, что добавило различий между станциями; например, почти на каждой электростанции использовалась своя конструкция топливного элемента.
Для первоначального запуска реактора источник нейтронов помещался в активную зону, чтобы обеспечить инициирование ядерной реакции. Другой особенностью конструкции являлись дополнительные поглощающие стержни для выравнивания (в некоторой степени) плотности потока нейтронов по активной зоне. Если их не использовать, поток в центре будет слишком сильным по сравнению с периферией, что затрудняет управление и приводит к слишком высоким температурам по центру. В каждом топливном канале было подвешено несколько сцепленных между собой топливных элементов, формировавших топливную сборку. Для обеспечения возможности извлечения сборок канал оснащён запирающим механизмом. Используемые в механизме пружины содержали кобальт, который подвергаясь облучению создаёт высокий гамма-фон. Кроме того, к ряду элементов были прикреплены термопары, которые должны были удаляться при выгрузке топлива из реактора.

### AGR
Двойное назначение реактора Магнокс привело к ряду компромиссов, которые ограничили его экономические показатели. Ещё при активном строительстве станций с реакторами Магнокс параллельно велась работа над усовершенствованным газоохлаждаемым реактором (AGR) с явным намерением сделать установку более экономичной. Главным изменением стало повышение температуры в реакторе примерно до 650 °C (1202 °F), что значительно повысило эффективность работы паровых турбин. Это было слишком горячо для сплава магнокс, и в AGR первоначально предполагалось использовать новую оболочку на основе бериллия, который в итоге оказался слишком хрупким и был заменён нержавеющей сталью. Сталь поглощала большое количество нейтронов, что потребовало обогащения уранового топлива, повышая затраты на топливо. В конечном счёте экономика установки оказалась немного лучше, чем в реакторах Магнокс.

## Характеристики реактора
Проектные характеристики некоторых реакторов Магнокс (могут отличаться от реальных):
| Характеристика                          | Колдер Холл 1956 г.    | Олдбери 1967 г.        | Уилфа 1971 г.          |
| --------------------------------------- | ---------------------- | ---------------------- | ---------------------- |
| Тепловая мощность реактора              | 182 МВт                | 835 МВт                | 1875 МВт               |
| Электрическая мощность блока            | 46 МВт                 | 280 МВт                | 590 МВт                |
| КПД блока                               | 23 %                   | 34 %                   | 33 %                   |
| Количество топливных каналов в реакторе | 1696                   | 3320                   | 6150                   |
| Диаметр активной зоны                   | 9,45 м                 | 12,8 м                 | 17,4 м                 |
| Высота активной зоны                    | 6,4 м                  | 8,5 м                  | 9,2 м                  |
| Среднее давление газа                   | 7 бар                  | 25,6 бар               | 26,2 бар               |
| Средняя температура входящего газа      | 140 °C                 | 245 °C                 | 247 °C                 |
| Средняя температура выходящего газа     | 336 °C                 | 410 °C                 | 414 °C                 |
| Общая подача газа                       | 891 кг/с               | 4627 кг/с              | 10 254 кг/с            |
| Используемое топливо                    | природный металл. уран | природный металл. уран | природный металл. уран |
| Масса урана в реакторе                  | 120 т                  | 293 т                  | 595 т                  |
| Внутренний диаметр корпуса реактора     | 11,28 м                | 23,5 м                 | 29,3 м (сфера)         |
| Высота корпуса реактора                 | 21,3 м                 | 18,3 м                 | —                      |
| Количество газодувок                    | 4                      | 4                      | 4                      |
| Число парогенераторов                   | 4                      | 4                      | 1                      |
| Число генераторов                       | 2                      | 1                      | 2                      |

## Экономика
Первые реакторы Магнокс на АЭС Колдер-Холл (англ. Calder Hall) были разработаны главным образом для наработки плутония в военных целях. При ядерных превращениях в реакторе выделяется большое количество тепла, и его использование для выработки электроэнергии рассматривалось как некое «бесплатное» дополнение.
Реакторы АЭС Колдер-Холл имели низкую эффективность по сегодняшним меркам, только 18,8 %. Следующим этапом в развитии уран-графитовых ядерных реакторов Великобритании явилось введение в строй в 1971 г. АЭС Уилфа с загрузкой активной зоны природным ураном (595 тонн) и с теплоносителем CO2 под давлением 2,8 МПа. Уровень выгорания топлива достигал 3,5 МВт·сут/кг, к.п.д. — 26 %.
В 1957 году британское правительство приняло решение о поддержке атомной энергетики и планировалось, что к 1965 году будут введены мощности от 5000 до 6000 МВт, что составляло четверть потребности страны в электроэнергии. Хотя сэр Джон Кокрокфт убеждал правительство в дороговизне «атомного» электричества по сравнению с угольными станциями, в Великобритании решили, что АЭС будут полезны для снижения давления со стороны шахтерских профсоюзов. В 1960 году производство электричества от угля было признано на 25 % дешевле, а в заявлении правительства Палаты общин 1963 года говорилось, что производство электроэнергии на АЭС более чем в два раза превосходит стоимость угольной генерации. Стоимость плутония, произведенного в реакторе, повышала экономические характеристики АЭС, хотя владельцы электростанций никогда не получали этого дохода.
После извлечения из реактора отработавшие топливные элементы охлаждались в бассейнах выдержки (за исключением АЭС Уилфа, на который имелся сухой склад в атмосфере углекислого газа). Так как длительное хранение элементов в бассейнах было невозможно из-за постепенного разрушения магноксовых оболочек, переработку топлива нельзя было отложить, что также повышало расходы на эксплуатацию.

## Безопасность
В своё время реакторы Магнокс считались достаточно безопасными из-за своей простой конструкции, низкой энергонапряжённости и использования газового теплоносителя. Поэтому они не оснащались герметичными оболочками. В то время принцип безопасности заключался в учёте «максимальной проектной аварии», и полагалось, что если станция может противостоять её последствиям, то она выдержит и любую другую аварию меньшего масштаба. Потеря теплоносителя (по крайней мере в объёме, рассматриваемом в проекте) не приведёт к значительному повреждению топлива, так как оболочка магнокс при условии быстрого заглушения реактора удержит большую часть радиоактивного материала, а остаточное тепловыделение может отводиться естественной циркуляцией воздуха. Поскольку теплоноситель является газом, взрывное парообразование не является угрозой, подобной той, что привела к катастрофе на Чернобыльской АЭС. Неисправность аварийной защиты реактора или отказ естественной циркуляции не рассматривались в проекте. В 1967 году на АЭС Чапелкросс произошло расплавление топлива из-за ограничения потока газа в одном из каналов, и, хотя это не привело к серьёзному инциденту, радиоактивные выбросы оказались выше заложенных в проекте.
На самых старых станциях с первыми реакторами Магнокс трубопроводы газового контура и парогенераторы располагались за пределами реакторного здания. Это приводило к выходу гамма и нейтронного излучения. Максимальная доза излучения, полученная населением близ АЭС Дандженесс в 2002 году составила 0,56 мЗв, более половины от дозы установленной МКРЗ для облучения населения. Дозы от АЭС Олдбери и АЭС Уилфа, реакторные установки которых целиком заключены в железобетонных зданиях, оказались существенно ниже.

## Построенные реакторы
Всего в Соединённом Королевстве было построено 11 электростанций, объединивших 26 энергоблоков. Кроме того, один блок был экспортирован на АЭС Токай в Японии, а другой — на АЭС Латина в Италии. Конструкция реакторов Калдер Холл была рассекречена в конце 1950-х годов и находилась в открытом доступе для членов МАГАТЭ, Северная Корея стала членом МАГАТЭ в 1974, получив тем самым схемы реактора, на которых разработала свои собственные реакторы.
Первая электростанция с реактором Магнокс — АЭС Колдер-Холл, была первой в мире атомной электростанцией для выработки электроэнергии в промышленном масштабе (электростанция в Обнинске, гораздо меньшей мощности была подключена к сети 1 декабря 1954 года). Первая синхронизация с сетью состоялась 27 августа 1956 года, и АЭС была официально открыта королевой Елизаветой II 17 октября 1956 года. Эксплуатация реактора продолжалась почти 47 лет до его закрытия 31 марта 2003 года.
30 декабря 2015 года Управление вывода АЭС из эксплуатации (NDA) объявило, что энергоблок № 1 АЭС Уилфа — последний действующий в мире реактор Магнокс — был остановлен. Энергоблок работал на пять лет дольше, чем первоначально планировалось. Оба блока АЭС Уилфа планировалось закрыть ещё в конце 2012 года, но NDA решила продолжить эксплуатацию блока № 1 некоторое время, чтобы полностью использовать существующие запасы топлива, которое больше не производится.
Небольшой экспериментальный реактор мощностью 5 МВт, основанный на проекте Магнокс, в Северокорейском Ядерном научно-исследовательском центре в Йонбёне, продолжает функционировать с 2016 года.

## Определение Магнокс

### Сплав магнокс
Слово «магнокс» также является названием сплава — главным образом магния с небольшим количеством алюминия и других металлов, из которого выполнена оболочка металлического уранового топлива.
Преимущество этого материала заключается в низком сечении захвата нейтронов, но имеется и два основных недостатка:
- сплав ограничивает максимальную температуру в реакторе и, следовательно, тепловой КПД установки;
- сплав реагирует с водой, ограничивая хранение отработавшего топлива в бассейнах.

Топливные элементы магнокс имеют оребрение для обеспечения максимальной теплопередачи, что делает их производство дорогостоящим. Хотя использование металлического урана, а не оксида, сделало переработку топлива более простой и, следовательно, более дешёвой, малое время хранения перед переработкой несло определённые риски. Для минимизации этой опасности требовались сложные системы обращения с топливом.

### Реакторы Магнокс
Термин магнокс также может применяться к:
- Три северокорейских реактора, все они основаны на рассекреченных чертежах реакторов АЭС Колдер-Холл:
  - Небольшой экспериментальный реактор мощностью 5 МВт в Йонбене, эксплуатировавшийся с 1986 по 1994 год, возобновил работу в 2003 году. Плутоний из отработанного топлива этого реактора использовался в северокорейской программе ядерного оружия.
  - Реактор мощностью 50 МВт, также в Йонбене, строительство которого началось в 1985 году, но никогда не было завершено в соответствии с принятой в 1994 году Рамочной конвенцией США и Северной Кореи.
  - Реактор мощностью 200 МВт в Тэчхоне, строительство которого также прекратилось в 1994 году.

## Снятие с эксплуатации
Орган по снятию с эксплуатации (NDA) отвечает за снятие с эксплуатации электростанций Магнокс Великобритании с установленным бюджетом в 12,6 млрд фунтов стерлингов. В настоящее время обсуждается вопрос о том, следует ли принять стратегию снятия с эксплуатации на 25 или 100 лет. Через 80 лет радиоактивные материалы распадутся до той степени, что позволит человеку выполнять работы по демонтажу реактора. Для более короткой стратегии снятия с эксплуатации потребуется полностью роботизированная техника.

## Магнокс реакторы Великобритании
| Название     | Энергоблоки | Мощность, МВт (Брутто) | Начало строительства | Пуск | Закрытие |
| ------------ | ----------- | ---------------------- | -------------------- | ---- | -------- |
| Беркли       | 1           | 166                    | 1957                 | 1962 | 1989     |
| Беркли       | 2           | 166                    | 1957                 | 1962 | 1988     |
| Брадуэлл     | 1           | 146                    | 1957                 | 1962 | 2002     |
| Брадуэлл     | 2           | 166                    | 1957                 | 1962 | 2002     |
| Дандженесс   | A1          | 230                    | 1960                 | 1965 | 2006     |
| Дандженесс   | A2          | 230                    | 1960                 | 1965 | 2006     |
| Колдер-Холл  | 1           | 60                     | 1953                 | 1956 | 2003     |
| Колдер-Холл  | 2           | 60                     | 1953                 | 1957 | 2003     |
| Колдер-Холл  | 3           | 60                     | 1955                 | 1958 | 2003     |
| Колдер-Холл  | 4           | 60                     | 1955                 | 1959 | 2003     |
| Олдбери      | 1           | 230                    | 1962                 | 1967 | 2012     |
| Олдбери      | 2           | 230                    | 1962                 | 1968 | 2011     |
| Сайзвел      | A1          | 245                    | 1961                 | 1966 | 2006     |
| Сайзвел      | A2          | 245                    | 1961                 | 1966 | 2006     |
| Траусвинит   | 1           | 235                    | 1959                 | 1965 | 1991     |
| Траусвинит   | 2           | 235                    | 1959                 | 1965 | 1991     |
| Уилфа        | 1           | 530                    | 1963                 | 1971 | 2015     |
| Уилфа        | 2           | 540                    | 1963                 | 1971 | 2012     |
| Хантерстон А | A1          | 173                    | 1957                 | 1964 | 1990     |
| Хантерстон А | A2          | 173                    | 1957                 | 1964 | 1989     |
| Хинкли-Пойнт | A1          | 267                    | 1957                 | 1965 | 2000     |
| Хинкли-Пойнт | A2          | 267                    | 1957                 | 1965 | 2000     |
| Чапелкросс   | 1           | 60                     | 1955                 | 1959 | 2004     |
| Чапелкросс   | 2           | 60                     | 1955                 | 1959 | 2004     |
| Чапелкросс   | 3           | 60                     | 1955                 | 1959 | 2004     |
| Чапелкросс   | 4           | 60                     | 1955                 | 1960 | 2004     |

## Экспортированные Магнокс реакторы
| Название | Локация | Энергоблоки | Мощность, МВт | Начало строительства | Пуск | Закрытие |
| -------- | ------- | ----------- | ------------- | -------------------- | ---- | -------- |
| Латина   | Италия  | 1           | 160           | 1958                 | 1963 | 1987     |
| Токай    | Япония  | 1           | 166           | 1961                 | 1965 | 1998     |